# Dolors Terradas
Dolors Terradas i Viñals (Sords, Cornellá del Terri, 24 de febrero de 1949) es una política española, diputada al Congreso de los Diputados en la XI legislatura.

## Biografía
Licenciada en Historia por la Universidad de Gerona, ha sido profesora de ESO de geografía e historia en varios centros de formación profesional, y bachillerato. También ha realizado estudios sobre demografía en el Pla de l'Estany, algunos de los cuales ha publicado en la Revista de Girona.
Políticamente, en 1971 empezó a militar en el PSUC, partido por el cual fue elegida regidora en el ayuntamiento de Bañolas en las elecciones municipales españolas de 1983. En 1988 dejó el PSUC y en las de 1999 ocupó el simbólico lugar 17.º en la lista de ERC por el ayuntamiento de Bañolas. En 1996 fue la pregonera de la fiesta mayor de Bañolas.
Desde 1994, participa en el movimiento social Banyoles Solidària, donde se ocupa de la legalización y alfabetización de inmigrantes y coopera con Gambia y otros países en vías de desarrollo económico.  En las elecciones generales españolas de 2015 fue escogida diputada como cabeza de lista de En Comú Podem por la provincia de Gerona.

## Obras
- Sobre la divisió territorial de Catalunya i el cas polèmic de Banyoles (1976)
- Població i societat a Banyoles al segle XVIII (1981)
- Les epidèmies de còlera a Banyoles en el segle XIX (1982) publicado en Revista de Girona.
- La Població de Banyoles al s. XVIII (1983)
- Aproximació a un exemple d'industrialització no reeixit: Banyoles 1700-1900 (1985)